# Lednicróna
Lednicróna (1899-ig Lednicz-Rovne, szlovákul Lednické Rovne) község Szlovákiában, a Trencséni kerület Puhói járásában. Kiserdő, Magasi, Medne és Perecsényszabadi tartozik hozzá.

## Fekvése
Puhótól 7 km-re délnyugatra, a Fehér-Kárpátok és a Sztrázsó-hegység között, a Vág jobb partján, 270 m tengerszint feletti magasságban, az 507-es út mentén fekszik. A Fehér-Kárpátokban eredő és a Vágba torkolló Lednic-patak szintén érinti.

## Története
A község első írásos említése „possessio Rowne” néven 1471-ből származik. 1475-ben „Rowne”, 1515-ben „Rowna” alakban szerepel a korabeli forrásokban. A település helyén kezdetben csak egy major és egy malom állt. Lednic várának tartozéka volt. Amikor a vár lakhatatlanná vált, birtokosai a faluban építettek kényelmes kastélyt maguknak. A kastély első tulajdonosa Telekesi Mihály és felesége: Szúnyogh Julianna voltak, akik 1594-től birtokolták. Később rövid ideig Dobó Ferencé, majd ennek halála után a Lorántffy, Zeleméri, Bossányi és Forgách családoké. Ezután a birtok megoszlott Lorántffy Mihály, Zeleméri Borbála és Lorántffy Zsuzsanna között.
A kastély házasság révén I. Rákóczi György erdélyi fejedelemé lett, aki birtokaihoz csatolta. II. Rákóczi Ferenc 1700-ban lánytestvérének adta. A szabadságharc bukása után gróf Aspermont-Linden császári tábornoké lett. Ezután a birtok Mattyasovszky László nyitrai püspöki kancellár tulajdonába került. A Mattyasovszky család kihalása után, 1764-ben a korábbi családi birtokot gróf Aspermont-Linden János szerezte vissza. 1784-ben 81 házában 46 családban 229 lakos élt.
A 18. század végén Vályi András így ír róla: „Ledicz Rovne. 3 tót falu Trentsén Várm. egygyiknek földes Urai Gr. Illésházy, és több Uraságok, fekszik Zliechohoz közel, és annak filiája; másiknak földes Ura Gr. Áspermont Uraság, ’s ez az Uraságnak Várával ékes; harmadiknak pedig H. Eszterházy Uraság; lakosaik leginkább katolikusok, és evangelikusok, fekszenek Vág vizéhez közel, Illavához egy, Bicséhez fél mértföldnyire; határbéli földgyeik jól termők, és alábbvalók, vagyonnyaik sem hasonlók, mellyek szerént külömbféle osztályokba tétettek.”
1828-ban 36 háza és 352 lakosa volt, akik főként mezőgazdasággal foglalkoztak.
Fényes Elek 1851-ben kiadott geográfiai szótárában így ír a faluról: „Rovne, tót falu, Trencsén vmegyében, Nyitra vgye szélén, erdők és hegyek közt. Lakja 632 kath., 6 zsidó; szép fenyves, bikkes erdő; sovány föld. F. u. többen. Ut. p. Trencsén.”
Téglagyára a 19. század második felében kezdte meg működését. Üveggyárát 1892-ben Jozef Schreiber alapította, mely Szlovákia legnagyobb üveggyára lett. A trianoni békéig Trencsén vármegye Puhói járásához tartozott.
1926-ban csatolták hozzá Perecsényszabadit.

## Népessége
| Év:            | 1994. | 2004.   | 2014.   | 2024.   |
| -------------- | ----- | ------- | ------- | ------- |
| Emberek száma: | 4004  | 4209    | 4097    | 3844    |
| Eltérés:       |       | +5,11 % | -2,66 % | -6,17 % |

| Év:            | 2023. | 2024.   |
| -------------- | ----- | ------- |
| Emberek száma: | 3869  | 3844    |
| Eltérés:       |       | -0,64 % |

1910-ben 537, túlnyomórészt szlovák anyanyelvű lakosa volt.
2001-ben 4169 lakosából 4089 szlovák volt.
2011-ben 4070 lakosából 3845 szlovák volt.
2021-ben 3964 lakosából (+3) magyar, 7 (+10) cigány, (+3) ruszin, 3820 (+12) szlovák, 35 (+3) egyéb és 102 ismeretlen nemzetiségű volt.

## Neves személyek
- Talán itt született 1841-ben Gond Ignác római katolikus plébános, amatőr régész, műgyűjtő.
- Itt született 1920-ban Karol Rosenbaum szlovák irodalomtörténész.
- Itt szolgált Beszédes Lajos (1898-1984) magyar cserkészvezető, keramikus, főjegyző.

## Nevezetességei
- Rákóczi-kastély. Az eredetileg egyemeletes, 16. századi reneszánsz épületet a 18. század második felében barokk stílusúvá építették át.
- Római katolikus templomát 1751-ben Mattyasovszky József építtette, sírboltjában a család tagjai nyugszanak.
- A kastély botanikus kertjét az Aspermontok építették 1800 körül.
- Üvegipari Múzeum a kastélyban.

## Lásd még
- Kiserdő
- Magasi
- Medne
- Perecsényszabadi